# Butjadingen

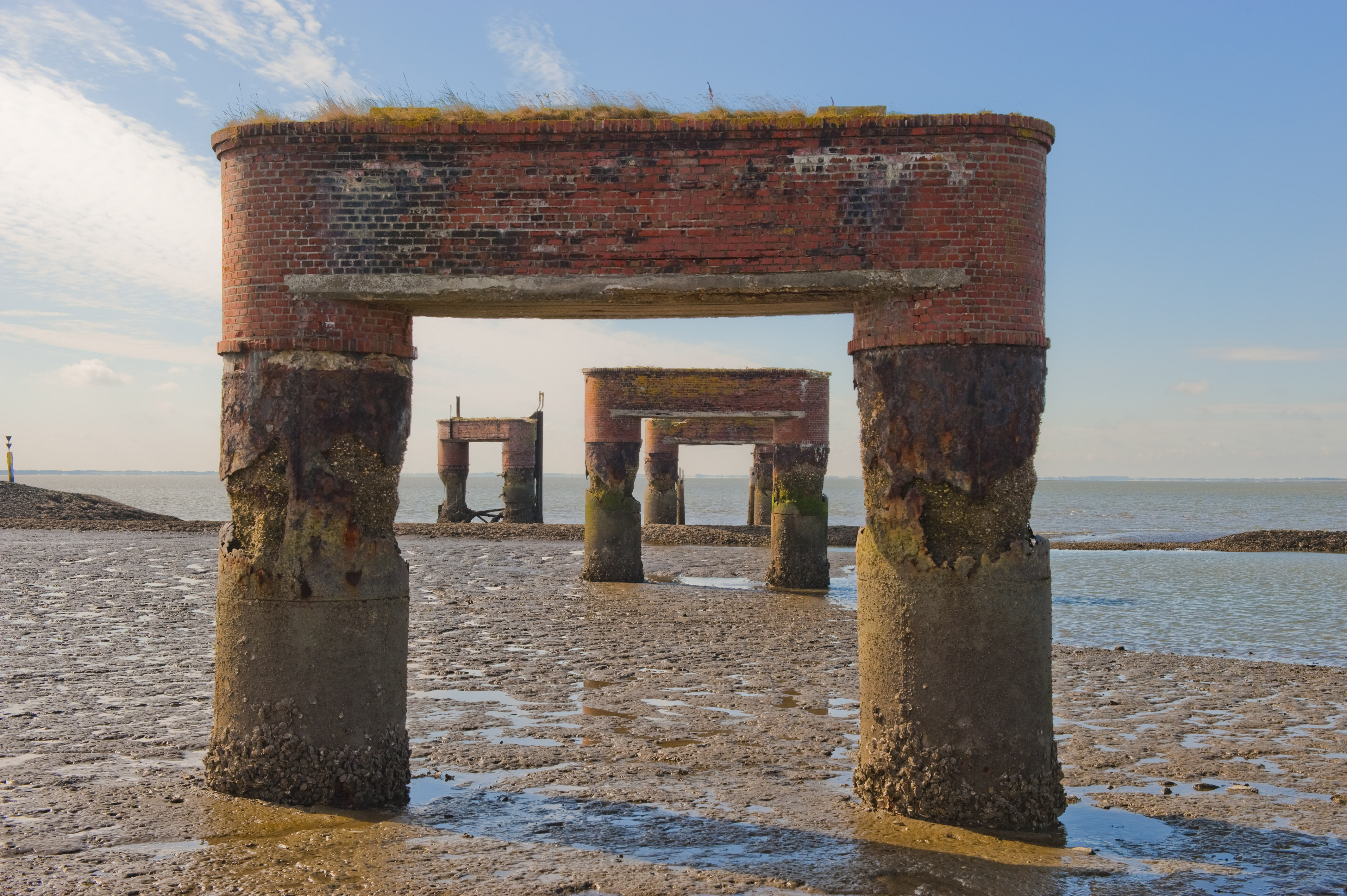
Quai en ruine sur la mer du nord à Eckwarderhörne, Butjadingen. Aout 2010.

Butjadingen est une commune du Land de Basse-Saxe en Allemagne, dans l'arrondissement de Wesermarsch.

## Géographie
La commune de Butjadingen se situe au nord-ouest de l'arrondissement de Wesermarsch, en bordure de la mer du Nord, sur la presqu'île de même nom.

### Quartiers
| - Nordseebad Burhave - Eckwarden - Eckwarderhörne - Nordseebad Fedderwardersiel - Isens - Langwarden - Roddens - Niens | - Ruhwarden - Seeverns - Sillens - Iffens - Stollhamm - Süllwarden - Nordseebad Tossens - Waddens |